# Gīgā Sar
Gīgā Sar (persiska: گیگا سر) är en ort i Iran.   Den ligger i provinsen Gilan, i den nordvästra delen av landet, 250 km nordväst om huvudstaden Teheran. Gīgā Sar ligger 1 meter över havet och antalet invånare är 909.
Terrängen runt Gīgā Sar är platt. Runt Gīgā Sar är det ganska tätbefolkat, med 111 invånare per kvadratkilometer. Närmaste större samhälle är Rasht, 18,7 km öster om Gīgā Sar. Trakten runt Gīgā Sar består till största delen av jordbruksmark.